# Altes Schloss (Tylsen)

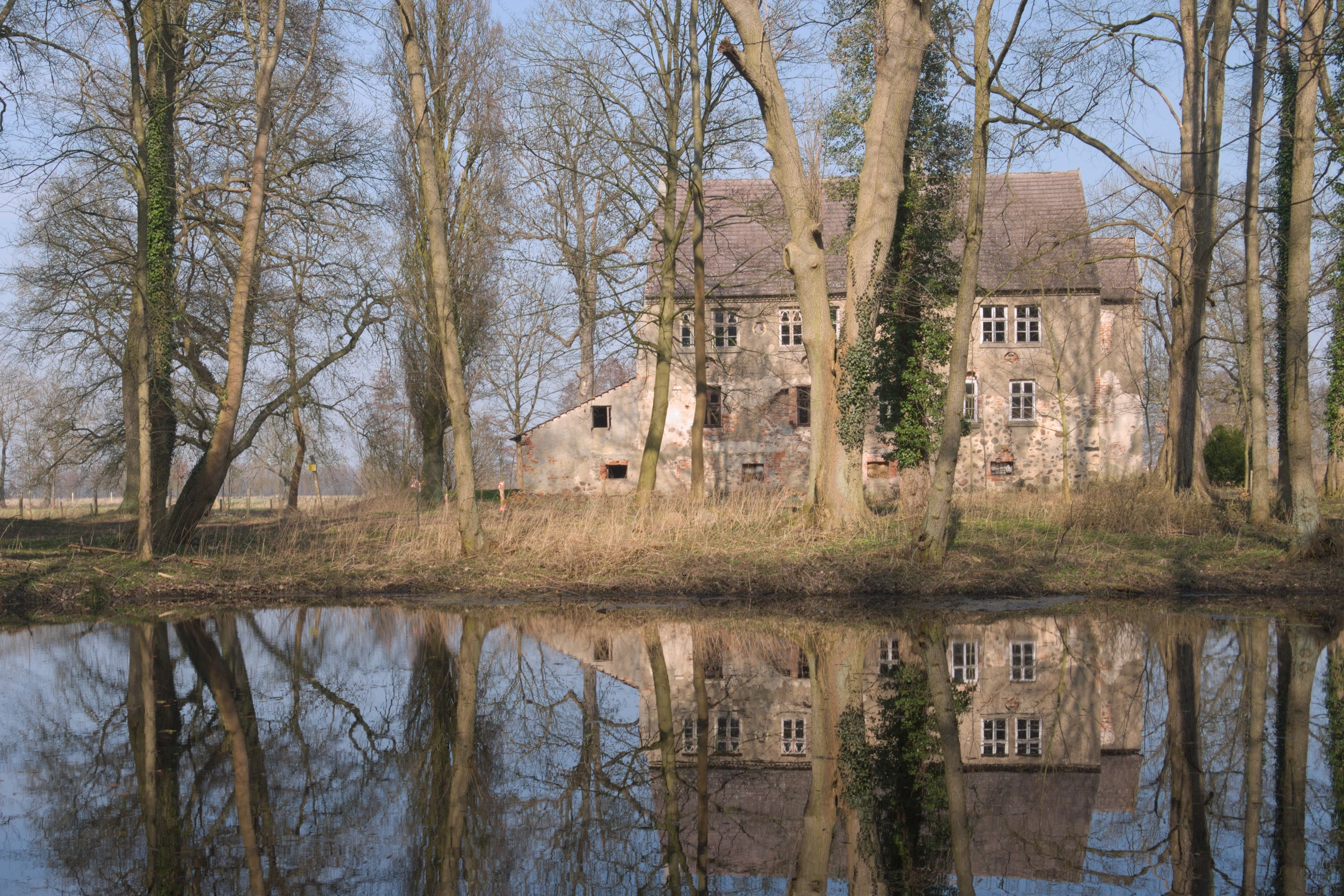
Ansicht des Alten Schlosses von Süden, 2012

Das Alte Schloss Tylsen ist ein denkmalgeschütztes Bauwerk im Ortsteil Tylsen der Stadt Salzwedel in Sachsen-Anhalt. Im örtlichen Denkmalverzeichnis ist das Bauwerk unter der Erfassungsnummer 094 05867 als Baudenkmal verzeichnet.
Das im 12. Jahrhundert errichtete Gebäude befindet sich am westlichen Ortsrand von Tylsen, nördlich des Neuen Schlosses.